# Alaska y Dinarama
Alaska y Dinarama, también conocido como Dinarama + Alaska, Alaska + Dinarama o simplemente, Dinarama, fue un grupo español de pop originario de Madrid. Fue formado a finales de 1982 por Carlos Berlanga y Nacho Canut, y posteriormente se uniría Alaska como vocalista principal.
Sus primeras producciones incluían versiones y temas de new wave, post-punk y rock. No obstante, en el transcurso de su trayectoria añadieron toques estilísticos de otros géneros para adaptarse a cada época recibiendo influencias de la música disco, el glam rock, el synth pop y el acid house. Pese a encabezar junto a Mecano (con los que siempre rivalizaron en popularidad) la «movida madrileña» en los primeros años de la década de 1980, no fue sino hasta el lanzamiento de Deseo carnal en 1984 cuando alcanzaron el estrellato nacional y se establecieron como una de las bandas más populares en la música española.
Alaska y Dinarama está considerada como una de las bandas más grandes e influyentes de la música de la década de 1980 en el mundo hispanohablante, siendo una de las agrupaciones que sentó las bases del acid house en España.Sin contar  desde sus inicios con el favor de la crítica, algunas de sus composiciones están consideradas de las mejores de todos los tiempos; entre ellas destacan «Perlas ensangrentadas», «Rey del glam», «Cómo pudiste hacerme esto a mí», «Ni tú ni nadie», «A quién le importa» y «Mi novio es un zombi».

## Historia

### 1982-1983: Comienzos conCanciones profanas

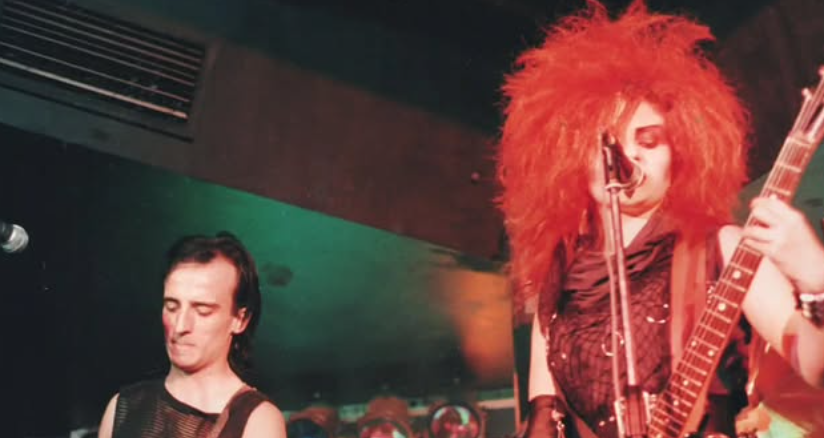
Alaska y Ángel Altolaguirre durante una actuación en 1983.

Durante el año 1982, Alaska y los Pegamoides, la banda de la que formaban parte Alaska, Eduardo Benavente, Carlos Berlanga, Nacho Canut y Ana Curra, se encontraban inmersos en un proceso que podría considerarse una "crónica de una muerte anunciada". Alaska atravesaba una fase artística compleja, pues contemplaba la posibilidad de lanzarse en solitario, aunque al mismo tiempo deseaba incorporarse a un nuevo proyecto grupal. Nacho, quien compartía más afinidades con ella que con otros miembros de los Pegamoides, formaba por entonces parte de Parálisis Permanente, junto a Benavente y Curra. Finalmente, optó por unirse a la nueva propuesta musical de Carlos Berlanga: Dynarama.  
A pesar de que Alaska y los Pegamoides alcanzaron un notable éxito con su última gira veraniega, el 26 de noviembre de 1982 ofrecieron su concierto de despedida en la Sala Yoko Lennon's de Bilbao. Tras algunos cambios en la formación y tras experimentar con un par de vocalistas, Dinarama dio su primera actuación a finales de 1982, con la siguiente alineación: Carlos Berlanga (voz y guitarra), Nacho Canut (bajo y coros), Johnny Canut (batería), Javier de Amezua (saxo), y como coristas y bailarines, Mavi Margarida (exintegrante de Línea Vienesa) y Javier Furia. Estas primeras presentaciones no fueron bien recibidas por Alaska, quien percibió en ellas una desconexión similar a la que vivió con Kaka de Luxe. Tanto Carlos Berlanga como Nacho Canut tenían claro que deseaban incorporar una voz femenina en Dinarama. Alaska, sin grupo, sopesaba diversas opciones: grabar un álbum en solitario inspirado en la Edad Media y el Camino de Santiago, temas que le ocupaban en ese momento, o formar una nueva banda, aunque no tenía claro con quiénes. Llegó a ensayar con PVP, un grupo de rock madrileño que le atraía, pero descartó esta posibilidad por falta de convencimiento. Fue entonces cuando su mánager, Pito, le sugirió regresar a colaborar con Dinarama. Aunque el grupo no le convencía por completo, Alaska no veía muchas alternativas y, al fin y al cabo, se trataba del grupo de sus dos amigos con los que había fundado Pegamoides. Lo que inicialmente sería una colaboración pasó a convertirse en una participación permanente. 

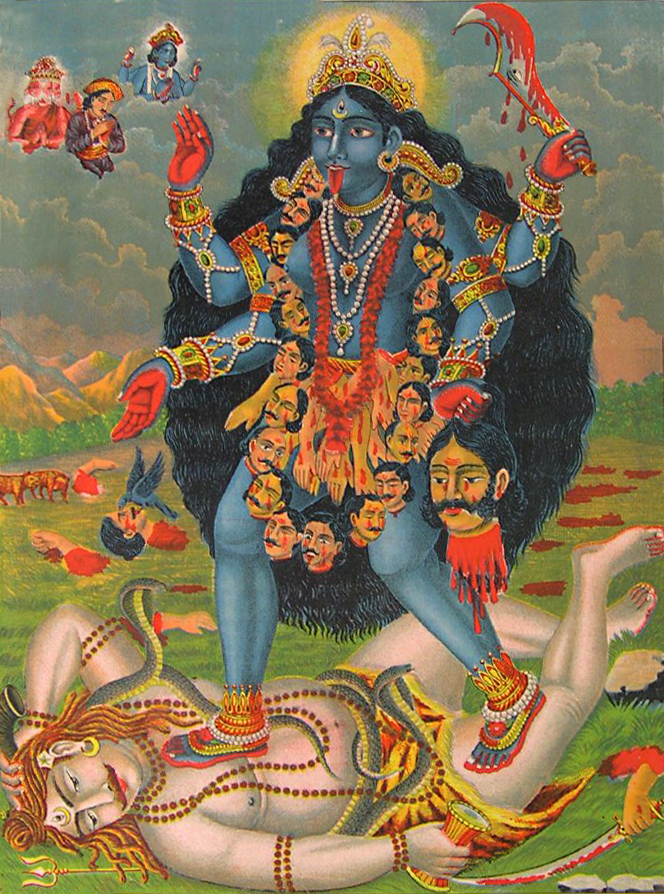
Una de las canciones más memorables de Canciones profanas (1983) es la dedicada a la diosa Kali.

Cuando Carlos Berlanga partió para cumplir con el servicio militar, Ángel Altolaguirre, quien más tarde produciría el primer álbum de Dinarama, lo sustituyó en la guitarra. Altolaguirre, con quien Alaska simpatizaba por haber sido el técnico de sonido durante la gira de Pegamoides, contribuyó al desarrollo del sonido del grupo. Alaska también tuvo una notable influencia en la selección de las canciones y en el sonido del álbum, que adoptó un enfoque más cercano al rock gótico y las atmósferas densas, continuando la estética de las últimas grabaciones de Pegamoides. 
En mayo de 1983 se lanzó el álbum Canciones profanas y comenzó la gira de Dinarama + Alaska, coincidiendo trágicamente con la muerte de Eduardo Benavente en un accidente de tráfico. Los dos primeros sencillos de Dinarama fueron lanzados simultáneamente: «Crisis», solicitado por Hispavox en una versión extendida, y «Perlas ensangrentadas», elegido por el grupo, que resultó ser el más radiado y el que perduró en la memoria de los aficionados. Aunque estos dos temas no alcanzaron la misma repercusión que «Bailando», el álbum recibió una excelente acogida, lo que condujo a la contratación de numerosas galas. Con el siguiente sencillo, «Deja de bailar», el grupo repitió la fórmula, como una suerte de reprise de «Bailando». A pesar de su tono humorístico en la letra, el tema pasó algo desapercibido para las radiofórmulas, mientras Alaska se adaptaba a la nueva situación musical. Lo que inicialmente parecía una colaboración puntual comenzó a convertirse en su nuevo proyecto musical. Con el regreso de Carlos Berlanga del servicio militar, llegaron nuevas canciones que entusiasmaron tanto a Alaska como a Nacho, y especialmente a su mánager, Pito. Como estaba acordado, Altolaguirre dejó el grupo tras la grabación de una nueva versión de «Rey del Glam», en la que colaboraron en los coros Loquillo y Jaime Urrutia. Este sencillo se convirtió en un éxito rotundo, superando a los tres sencillos anteriores y acercándose al éxito de «Bailando». Para Hispavox, representó el relanzamiento comercial de Alaska, quien recibió un apoyo total en los proyectos futuros.

### 1984-1985:Deseo carnaly reconocimiento internacional
Llegó el momento de lanzar un nuevo disco. Alaska ya se había reacomodado al grupo. Con las nuevas composiciones, tomaron conciencia de la necesidad de una producción diferente a la del disco anterior. Además, decidieron incorporar a nuevos músicos para mejorar el sonido, entre ellos Luis Miguélez a la guitarra y Toti Árboles a la batería. Inicialmente consideraron a Tino Casal para la producción, pero finalmente optaron por un enfoque más internacional. Su deseo era ser producidos por Zeus B. Held, el productor de Dead or Alive, pero su alto caché excedía el presupuesto disponible. La misma situación se presentó con Stock, Aitken and Waterman, los productores de Kylie Minogue, entre otros. Al final, se eligió a Nick Patrick, quien ya había trabajado con diversos grupos ingleses. La grabación del disco tuvo lugar durante el verano de 1984. Se incorporó a Timana en la percusión, y se realizaron arreglos de cuerda y viento a cargo de Tom Parker. Optaron por un sonido influenciado por el estilo de Filadelfia, con toques orquestales. La portada, de gran impacto mediático, fue diseñada por Studio Gatti. 

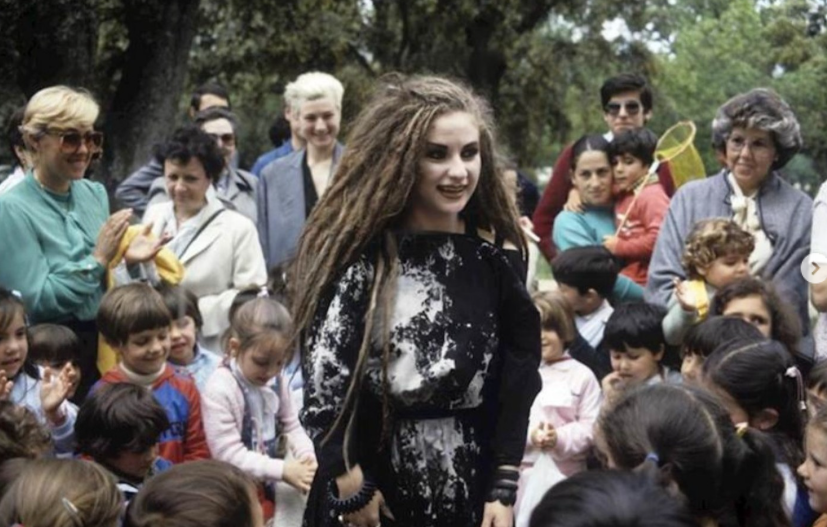
Alaska durante una ceremonia en el zoológico de la Casa de Campo en 1985.

El álbum, compuesto por diez canciones, salió al mercado en septiembre, coincidiendo con el inicio de La bola de cristal, el programa de TVE presentado por Alaska. Este programa, que ha pasado a la historia, fue rápidamente mitificado y se convirtió en un verdadero objeto de culto. El primer sencillo del disco, «Cómo pudiste hacerme esto a mí», alcanzó rápidamente el número uno y se mantuvo en las primeras posiciones de ventas y radiofórmulas hasta principios de 1985. Como consecuencia, el álbum también irrumpió con fuerza en las listas de superventas, escalando poco a poco hasta llegar al primer puesto a finales de año, lo que le permitió convertirse en un éxito masivo.
Tras una intensa campaña de promoción durante septiembre y octubre, Alaska viajó a México para continuar la promoción del disco en los meses de noviembre y diciembre. Al regresar a España, recibió el disco de oro y aprovechó para seguir trabajando en La bola de cristal y lanzar el nuevo sencillo, «Ni tú ni nadie», que resultó ser un éxito aún mayor que el anterior. Durante todo el invierno, Alaska recorrió América para promocionar el disco en los países en los que había sido editado. Al mismo tiempo, grabó las canciones del programa, cuyo disco se publicó en otoño de 1985. Se organizó una gira de verano con más de cien conciertos por toda España, además de algunas actuaciones internacionales. Por motivos personales, Carlos Berlanga no participó en todos los conciertos, por lo que Víctor Coyote lo sustituyó en algunas presentaciones. También se unió un nuevo saxofonista, llamado George. En el verano de 1985, se lanzó el tercer sencillo, «Un hombre de verdad», con una cara B especial en la que colaboraron Latinos Unidos. Este sencillo también fue un éxito, y durante el invierno iniciaron la gira por América. Al concluir el año 1985, se calculó que el álbum había vendido más de medio millón de copias en España y más de un millón y medio en todo el mundo.

### 1986-1988:No es pecado,Diezy descenso en ventas
En 1986, Alaska y Dinarama se enfrentaron al reto de la creación de un nuevo álbum, en un momento en que las expectativas tanto creativas como comerciales se habían elevado considerablemente tras el éxito de Deseo carnal (1984). Uno de los aspectos a mejorar era la actuación en directo, ya que la banda debía adaptarse al vertiginoso ritmo de su éxito y a la magnitud de las grandes giras. Este proceso de adaptación, sin embargo, conllevó desavenencias internas que provocaron la salida de varios miembros del grupo, entre ellos Marcos Mantero y Toti Arbolés, quienes abandonaron la formación debido a discrepancias con el resto de los integrantes. A partir de ese momento, la alineación de la banda se consolidó con Nacho Canut y Carlos Berlanga alternando los roles de bajo y guitarra, mientras que Juan Carlos Aured, procedente de La Frontera y de Los Vegetales, el grupo de los hermanos Canut, se incorporó a la batería, aunque su función fue gradualmente sustituida por percusiones electrónicas. Luis Miguélez continuó en la guitarra, y, por supuesto, Alaska siguió al frente del grupo. Así, esta se constituyó como la formación definitiva de Alaska y Dinarama hasta su disolución, con algunas colaboraciones esporádicas de músicos invitados. En los directos, la banda optó por eliminar la mayor parte de las percusiones y los vientos, adaptándose a la nueva sonoridad que comenzaba a definir su estilo. 

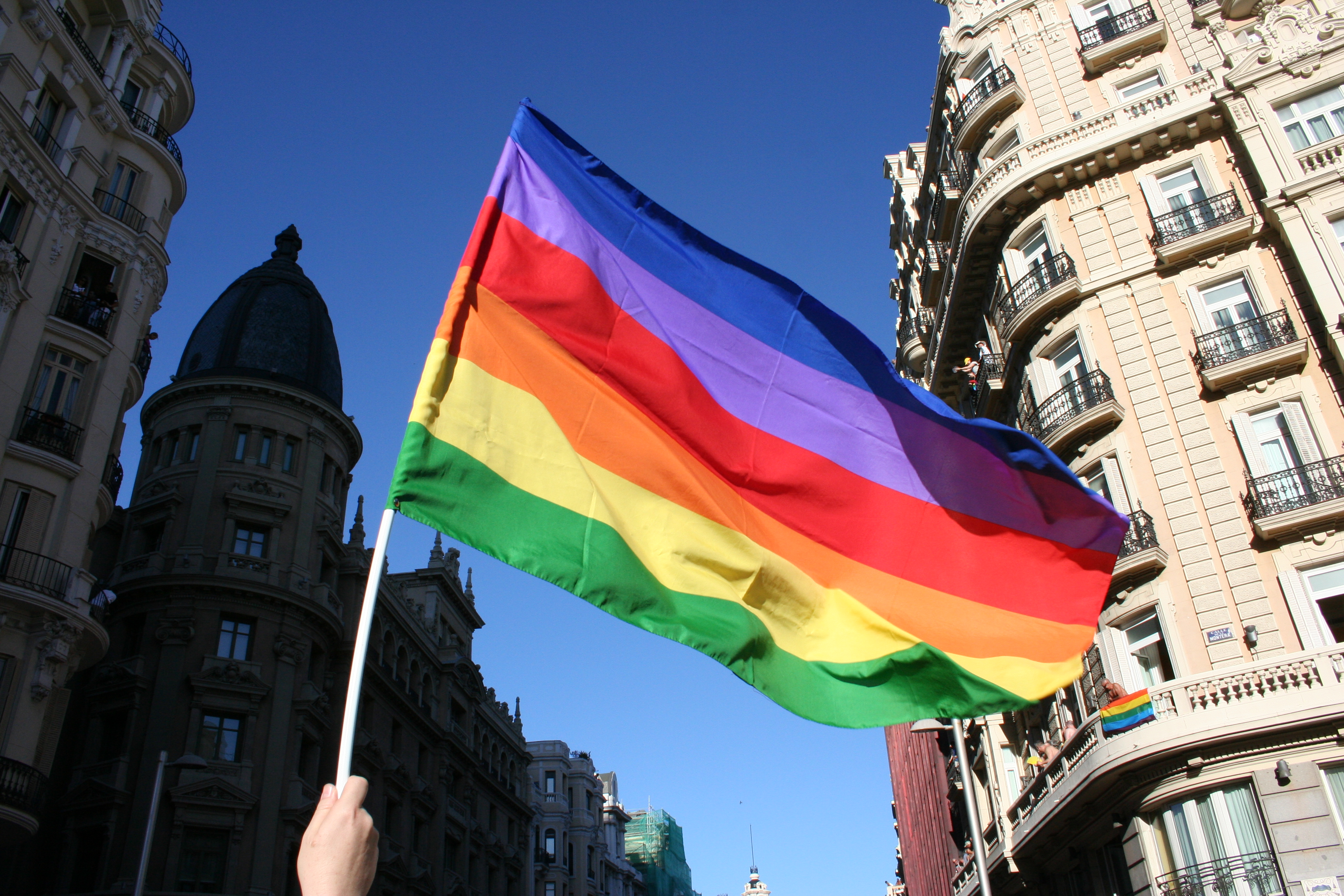
«A quién le importa», se convirtió en un himno para la comunidad LGBT y en una de las canciones más emblemáticas y versionadas del grupo.

Para la grabación del nuevo disco, Alaska y Dinarama contaron nuevamente con la producción de Nick Patrick, quien había trabajado previamente en su álbum anterior. Este disco se caracterizó por un sonido más electrónico, con una fuerte influencia del disco y el soul. A pesar de que se mantuvieron algunos arreglos de cuerda y viento, estos fueron mucho menos prominentes que en Deseo carnal. En términos de colaboraciones, el nuevo álbum contó con un número considerable de músicos que participaron en coros, vientos, cuerdas y percusiones. Sin embargo, la grabación estuvo marcada por numerosos conflictos internos. Durante el proceso, surgieron desacuerdos sobre las letras, ya que Alaska se negó a cantar ciertos textos, lo que obligó a realizar modificaciones en las canciones. Además, las disputas entre los miembros del grupo acerca de la selección de las canciones llevaron a que, finalmente, fueran Pito y Nick Patrick quienes tomaran las decisiones, imponiendo su visión personal sobre el proyecto. A raíz de estos desacuerdos, y por primera vez, Alaska asumió el protagonismo vocal en todo el disco, sin la participación de Carlos Berlanga, quien se ausentó completamente de la grabación. Esta decisión fue probablemente una represalia de Nick Patrick, tras una discusión con Berlanga durante el proceso de grabación.
En noviembre de 1986, No es pecado fue finalmente lanzado al mercado, acompañado de una portada más polémica que la de su predecesor, lo que suscitó gran controversia, hasta el punto de que fue censurada en México, donde, curiosamente, la portada fue sustituida por una imagen aún más obscena. El primer sencillo extraído del disco fue «A quién le importa», cuya letra, especialmente en su referencia a la libertad sexual y la identidad, la convirtió en una de las canciones más emblemáticas y versionadas del repertorio de Alaska y Dinarama. Esta canción, además, se erigió como un himno dentro de la comunidad LGBT, y rápidamente se convirtió en un éxito rotundo, alcanzando el número uno de ventas en varios países de habla hispana. El impacto de este sencillo fue comparable al de los mayores éxitos del disco anterior, consolidando la popularidad de la banda. El álbum también gozó de un gran recibimiento a nivel comercial, alcanzando el número uno en ventas en varios mercados, aunque el total de copias vendidas no llegó a igualar las cifras de Deseo carnal, quedándose en torno a las doscientas cincuenta mil copias. No obstante, en América, especialmente en México, el álbum tuvo un impacto similar al de su predecesor, lo que motivó a la banda a emprender una extensa gira por todo el continente americano en 1987. Tras el éxito del primer sencillo, la banda lanzó otros temas del disco, como «La funcionaria asesina», «Un millón de hormigas» y «Sólo creo lo que veo». Aunque también fueron bien recibidos y gozaron de notable difusión en la radio, no lograron alcanzar el mismo nivel de popularidad que «A quién le importa». Mientras tanto, Alaska continuó con gran éxito en el programa televisivo La bola de cristal, lo que contribuyó a reforzar su imagen pública. Durante este periodo, se contempló la posibilidad de grabar una versión en inglés del álbum, y de hecho, se llegaron a grabar algunas maquetas de las canciones en este idioma, junto con algunas composiciones inéditas. Sin embargo, este proyecto fue finalmente relegado al olvido y nunca vio la luz.

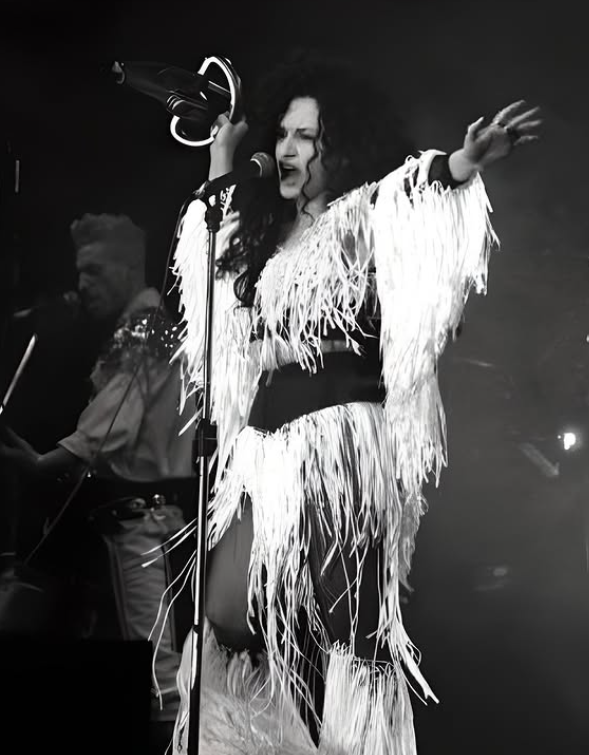
Alaska durante un concierto en el Palacio de Deportes de Madrid, en 1988.

A finales de 1987, la banda comenzó a contemplar la grabación de un nuevo álbum, pero la escasez de ideas y la falta de inspiración creativa por parte de Carlos Berlanga hicieron que la grabación de un disco con canciones originales se pospusiera.En su lugar, el grupo decidió centrarse en un proyecto dirigido al mercado americano, consistente en una recopilación de nuevas versiones de temas antiguos de Alaska y los Pegamoides y del primer álbum de Dinarama, aderezado con algunas canciones inéditas y caras B de Deseo carnal. Entre estas inéditas se encontraban «Sospechas» y «Hacia el abismo». El primer sencillo de este disco fue una nueva versión de «Bailando» (conocida como «Bailando (Radio-Mix)»), y a este le siguieron otros sencillos como «Sospechas» y «Rey del Glam». A pesar de una buena promoción en España, el impacto comercial de este álbum fue más limitado que el de sus predecesores, con unas ventas aproximadas de 75.000 copias. No obstante, el disco encontró una mayor aceptación en el mercado estadounidense, donde su recepción fue más favorable. La producción del álbum estuvo nuevamente a cargo de Nick Patrick, quien imprimió su característico estilo a la grabación. El sonido de este disco fue más cercano al de Deseo carnal, aunque con una menor presencia de los arreglos orquestales y un enfoque más guitarrero. Una de las principales innovaciones en este trabajo fue la incorporación de samples, una tendencia incipiente en la música de la época. Esta experimentación se reflejó especialmente en las versiones de «Bailando», «Sospechas» y «Rey del Glam», que fueron sometidas a un proceso de remezcla por parte de Jesús Gómez, quien ya había trabajado en el álbum No es pecado (1986). Durante este periodo, la banda también se acercó al mundo del acid house, lo que dio lugar a la publicación en Reino Unido de dos remezclas de «Bailando» adaptadas a este género, una de ellas vocalizada y la otra instrumental. Estas remezclas fueron incluidas en un recopilatorio alemán titulado Acid Inferno, pero no se distribuyeron en España, dado que en ese momento este estilo aún no tenía gran aceptación en el mercado local. El título del álbum hacía alusión tanto al décimo aniversario de la banda como al número de canciones que lo componían. Este trabajo marcó el cierre de una etapa en la relación entre Alaska y Nacho Canut, por un lado, y Carlos Berlanga, por otro, cuya relación ya se encontraba deteriorada. A su vez, el disco abría las puertas a una nueva etapa dentro del grupo, que se orientaba hacia nuevas propuestas y sonoridades, lo que, en definitiva, supuso el fin de una era para Alaska y Dinarama.

### 1989:Fan fataly disolución
Con la irrupción del sample y la reducción del presupuesto impuesta por Hispavox debido a la caída en las ventas, se decidió modificar la metodología de trabajo en el estudio. Inicialmente, se optó por colaborar con Jesús Gómez, a quien consideraron idóneo para el nuevo sonido que la banda deseaba explorar, basado en el uso del sampler y la incorporación de géneros emergentes como el house y el hip hop, así como la sustitución de los tradicionales arreglos de cuerda y viento por el scratching. Al comenzar a reunir las canciones para el álbum, se dieron cuenta de que no contaban con suficientes temas originales para el proyecto que pretendían, por lo que decidieron tomar prestadas algunas composiciones de Los Vegetales, el otro grupo de Nacho Canut. Esta decisión, originada por el mánager Pito, desencadenó tensiones con Carlos Berlanga, lo que deterioró aún más las relaciones dentro del grupo. La dirección que estaba tomando la grabación, junto con las incomodidades experimentadas en los estudios de Hispavox, llevó a la banda a paralizar el trabajo y reiniciar el proyecto desde cero, optando por una grabación más independiente y casera. El proceso continuó en el estudio de Luis Miguélez, donde la banda experimentó y dio forma a canciones como «Fly Acid Fly». Aunque el concepto estaba claro, el sonido aún no satisfacía por completo sus expectativas. No obstante, la situación cambió al conocer a Rebeldes sin pausa, quienes inicialmente iban a colaborar en unos scratching, pero acabaron asumiendo la producción final del álbum. El disco fue concluido en los estudios Tyrel, propiedad de Luis Carlos Esteban, lo que brindó una mayor satisfacción a los miembros del grupo, en un contexto en el que las relaciones internas ya se encontraban gravemente deterioradas.

El acid house llegó a ser un elemento importante durante la última etapa del grupo, especialmente en su álbum Fan fatal (1989)

Finalmente, Fan fatal se publicó en formato vinilo con doce canciones, además de cuatro temas adicionales incluidos como bonus tracks en la versión CD, en una estrategia para promover el formato. Estas cuatro canciones fueron distribuidas como un vinilo de edición limitada, que se obsequió con las primeras 10.000 copias del vinilo. Aparte de temas originales de Carlos Berlanga y Los Vegetales, se grabaron canciones como «Quiero ser santa» de Parálisis Permanente (con la colaboración de Ana Curra como segunda voz), «Godzilla» de Aviador Dro y «Fly Acid Fly» de Luis Miguélez, en la que participó Pepe de Lucía. El primer sencillo extraído del álbum fue la versión de «Mi novio es un zombi» de Los Vegetales, de la que se realizaron tres remezclas publicadas en un maxisencillo. La canción tuvo una gran acogida popular y comercial, sorprendiendo gratamente a la discográfica y dando lugar a una intensificación de la campaña de promoción del álbum, que se convirtió en una de las más destacadas en la carrera de Alaska. El título del disco, Fan fatal, jugaba con las palabras para manifestar una declaración de principios en la que los miembros del grupo se reconocían como auténticos admiradores de la música y el cine. El álbum incluía numerosos samples de sus ídolos y mitos: Prince, Ramones, Depeche Mode, Michael Jackson, Gracita Morales o Blade Runner (1982). En él, el acid house adquirió una presencia mucho más significativa, penetrando finalmente en la escena musical española, y se reflejó tanto en la estética de la portada del disco como en la de los maxis posteriores. Tras el éxito del primer sencillo a finales de febrero de 1989, en marzo se lanzó «Quiero ser santa» como segundo sencillo, a pesar de que solo aparecía en la versión CD del álbum. Esta canción no solo cosechó un notable éxito, sino que superó incluso a «Mi novio es un zombi». Se realizaron tres remezclas, que fueron editadas en un maxi especial para disc jockeys. En septiembre de 1989, se publicó «Descongélate» como tercer maxi, con dos remezclas de dicho tema. Sin embargo, a pesar de la continua edición y promoción del álbum, el grupo ya estaba en su etapa final. Una de las innovaciones de esta breve pero trascendente etapa fue la gira Disco Inferno, que combinaba sesiones de disc jockey y dividía los conciertos en dos partes: una más rockera, pop o glam rock, y otra centrada en el acid house.
Durante uno de los conciertos de esta última gira, una fuerte discusión entre Carlos Berlanga y Nacho Canut en los camerinos, originada por una desafinación de Berlanga, derivó en una pelea que culminó con la salida de este en mitad del espectáculo. Tras este incidente, Alaska y Nacho continuaron con el grupo, y lanzaron como último sencillo «La mosca muerta». A finales de octubre de 1989, dieron su primer concierto bajo el nombre de Fangoria, mientras que Carlos Berlanga inició su carrera en solitario, que continuó hasta su fallecimiento en 2002.